# Marcantonio Pacelli
Marcantonio Pacelli (Onano, 15 aprile 1804 – Roma, 8 giugno 1902) è stato un avvocato italiano, marito di Giuseppa Veccia Scavalli, nonno di Eugenio Pacelli, poi papa col nome di Pio XII.

## Biografia
Marcantonio era figlio di Gaetano Pacelli e di sua moglie Maria Antonia Caterini. La sorella di Gaetano, Maria Domenica, aveva sposato il fratello di sua moglie, Francesco Caterini, il quale fu padre del cardinale Prospero Caterini. 
Fu quest'ultimo, avviato alla carriera ecclesiastica dai genitori, a persuadere il cugino Marcantonio a seguirlo a Roma per intraprendere la medesima carriera. Sebbene nel 1824 Marcantonio avesse effettivamente acquisito il dottorato in diritto canonico, egli non prese mai i voti e da laico si dedicò alla vita forense, rimanendo comunque molto legato agli ambienti vaticani a tal punto che papa Gregorio XVI lo nominò avvocato del tribunale della Sacra Rota.
Marcantonio Pacelli ebbe un ruolo chiave durante il pontificato di Pio IX, riscuotendo un grande successo che gli valse la successiva fortuna di tutta la sua famiglia. Insieme a Pio IX, infatti, egli fuggì il 24 novembre 1848 a Gaeta, parte dell'allora Regno delle Due Sicilie, mentre Roma era occupata dai repubblicani mazziniani e dalla Repubblica romana. Il papa rimase in esilio forzato sino all'aprile del 1850, quando poté tornare trionfalmente in città. Durante questo periodo Marcantonio fu più di un semplice avvocato, ma ottenne incarichi di consulente politico degli affari che la Chiesa continuava a gestire da lontano.
Dopo il ritorno a Roma il 29 gennaio 1851 Marcantonio venne nominato vice ministro degli interni dello Stato Pontificio, posto che egli avrebbe mantenuto sino al settembre del 1870, quando ebbe fine lo Stato della Chiesa. Come ringraziamento per il suo impegno, nel 1853 Marcantonio venne nominato nobile di Acquapendente, ottenendo l'aggiunta nel 1858 del titolo di nobile di Sant'Angelo in Vado.
A partire dal 1861, Marcantonio fu anche uno dei promotori della nascita de L'Osservatore Romano, il quotidiano ufficiale dello Stato della Chiesa, fondato per contrastare le correnti anticlericali che si stavano diffondendo in Italia e che di lì a poco avrebbero minacciato lo stesso Stato papale. Dopo l'annessione di Roma allo stato italiano, Marcantonio si rifiutò categoricamente di ricoprire uno qualsiasi degli incarichi propostigli dalle istituzioni del Regno d'Italia, rifiutandosi inoltre di riconoscere l'esistenza stessa del nuovo stato.
Marcantonio Pacelli morì a Roma nel 1902 all'età di 98 anni.

## Discendenza
Marcantonio ebbe 6 figli :
- Filippo (1837-1916), sposò Virginia Graziosi
- Ernesto (?-1925), consigliere finanziario in Vaticano
- Teresa
- Giuseppe
- Vincenzo
- Mariarosa